# Ministre de Conservació (Nova Zelanda)
El Ministre de Conservació és el ministre del govern de Nova Zelanda amb responsabilitat pel Departament de Conservació. L'actual Ministre de Conservació és Nick Smith.

## Ministres de Conservació
|     | Nom (naixement-mort) circumscripció                                                                 | Fotografia     | Començament del mandat | Fi del mandat          | Legislatures | Partit    | Primer ministre servit |
| --- | --------------------------------------------------------------------------------------------------- | -------------- | ---------------------- | ---------------------- | ------------ | --------- | ---------------------- |
| 1   | Russell Marshall (1936-actualitat) Diputat per Wanganui                                             | Nova Zelanda   | 1 d'abril de 1987      | 24 d'agost de 1987     | 41a          | Laborista | Lange                  |
| 2   | Helen Clark (1950-actualitat) Diputada per Mount Albert                                             | Helen Clark    | 24 d'agost de 1987     | 30 de gener de 1989    | 42a          | Laborista | Lange                  |
| 3   | Philip Woollaston (1944-actualitat) Diputat per Nelson                                              | Nova Zelanda   | 30 de gener de 1989    | 2 de novembre de 1990  | 42a          | Laborista | Palmer, Moore          |
| 4   | Denis Marshall (1943-actualitat) Diputat per Rangitikei                                             | Nova Zelanda   | 2 de novembre de 1990  | 30 de maig de 1996     | 43a, 44a     | Nacional  | Bolger                 |
| 5   | Simon Upton (1958-actualitat) Diputat per Raglan                                                    | Simon Upton    | 30 de maig de 1996     | 16 de desembre de 1996 | 44a, 45a     | Nacional  | Bolger                 |
| 6   | Nick Smith (1964-actualitat) Diputat per Nelson                                                     | Nick Smith     | 16 de desembre de 1996 | 10 de desembre de 1999 | 45a          | Nacional  | Bolger, Shipley        |
| 7   | Sandra Lee-Vercoe (1952-actualitat) Diputada de llista                                              | Nova Zelanda   | 10 de desembre de 1999 | 15 d'agost de 2002     | 46a          | Aliança   | Clark                  |
| 8   | Chris Carter (1952-actualitat) Diputat per Te Atatū                                                 | Chris Carter   | 15 d'agost de 2002     | 31 d'octubre de 2007   | 47a, 48a     | Laborista | Clark                  |
| 9   | Stephanie Chadwick (1948-actualitat) Diputada per Rotorua                                           | Steve Chadwick | 31 d'octubre de 2007   | 19 de novembre de 2008 | 48a          | Laborista | Clark                  |
| 10  | Tim Groser (1950-actualitat) Diputat de llista                                                      | Tim Groser     | 19 de novembre de 2008 | 27 de gener de 2010    | 49a          | Nacional  | Key                    |
| 11  | Kate Wilkinson (1957-actualitat) Diputada de llista fins a 2011 Diputat per Waimakariri des de 2011 | Nova Zelanda   | 27 de gener de 2010    | 22 de gener de 2013    | 49a, 50a     | Nacional  | Key                    |
| (6) | Nick Smith (1964-actualitat) Diputat per Nelson                                                     | Nick Smith     | 22 de gener de 2013    | (actualitat)           | 50a          | Nacional  | Key                    |